# Вјариђи
Вјариђи (итал. Viarigi) је насеље у Италији у округу Асти, региону Пијемонт.
Према процени из 2011. у насељу је живело 476 становника. Насеље се налази на надморској висини од 210 м.

## Становништво
| 1931. | 1936. | 1951. | 1961. | 1971. | 1981. | 1991. | 2001. | 2011. |
| ----- | ----- | ----- | ----- | ----- | ----- | ----- | ----- | ----- |
| 2.525 | 2.454 | 2.051 | 1.636 | 1.420 | 1.228 | 1.103 | 1.003 | 955   |